# Silent Hunter II
Silent Hunter II est une simulation de sous-marin publiée par Strategic Simulations en novembre 2001 sur Microsoft Windows. Le jeu est initialement développé par Aeon Electronic Entertainment, les développeurs de Silent Hunter, mais ces derniers abandonnent le projet qui est alors repris par le studio Ultimation Inc.. Le jeu permet au joueur de commander des sous-marins pendant la bataille de l'Atlantique.

## Accueil
| Silent Hunter II |      |       |
| Média            | Pays | Notes |
| Gamekult         | FR   | 8/10  |
| GameSpot         | US   | 61 %  |
| Gen4             | FR   | 14/20 |
| IGN              | US   | 78 %  |
| Joystick         | FR   | 85 %  |
| PC Jeux          | FR   | 85 %  |
| PC Gamer         | US   | 75 %  |